# Josep Pascual i Prats
Josep Pascual i Prats (Girona, 1854 - Girona, 6 de maig de 1931) va ser un metge i publicista català.
Fill de Juan Pascual i de Paula Prats i germà de Francisco Pascual, va cursar estudis de medicina a la Universitat de Barcelona i es va graduar a la de Madrid el maig de 1875.
Fou metge militar durant la Tercera Guerra Carlina. El 1879 deixà el Cos de Sanitat Militar i el 1880 aconseguí la plaça de metge forense del Partit de Girona. El 1885 guanyà per oposició la plaça de metge numerari a l'Hospital de Santa Caterina de Girona. També fou metge forense, degà del Cos Facultatiu de la Beneficència Provincial i conservador del museu de Sant Pere de Galligants.
El 1894, en col·laboració amb altres metges gironins, fundà el Sindicat de Metges de la Província de Girona, que al 1986 va publicar el "Boletín del Colegio de Médicos", en el qual va col·laborar. El 1896 també fundà el Col·legi de Metges de la província de Gironina, que va presidir fins al juny de 1922.
Va escriure Bibliografia médica de la provincia de Gerona (1896), El pronóstico de las lesiones (1903) i obres de medicina legal.
L'activitat com a publicista va començar abans de la seva carrera com a metge, tal com demostren les publicacions entre 1878 i 1892 a la Revista de Girona, de temàtiques tan variades com l'arqueologia o les malalties de vinyes. Tanmateix, la producció més reconeguda de Josep Pascual són les publicacions de medicina en forma de fullets i comunicacions presentades a congressos científics. Un primer camp el constitueix la demografia sanitària i la higiene hospitalària. Un exemple en són els quatre articles que va escriure en col·laboració amb Joaquim Botet i Sisó sobre la demografia mèdica de Girona del quadrienni 1879-1882 intitulats Demografía. Gerona.
També va escriure dues publicacions científiques relatives a la hidrologia mèdica. La primera la va escriure en col·laboració amb el catedràtic d'Anàlisis Químiques de la Facultat de Farmàcia de Barcelona José Casares Gil. La part de Josep Pascual era intitulada “Notas para el estudio del agua de Vilarroja (Font de la Pólvora)” (1902). La segona es tracta de la Fuente de Miralles. San Daniel (Gerona). Apuntes médico-histórico del manantial Font d'en Miralles. San Daniel (Gerona), en la que exposà els resultats de l'estudi mèdic sobre les aigües de la font de Vila-roja. Relatiu als problemes de la clínica, Pascual va publicar el 1914 Sobre la acción del suero antidifténco en la pulmonía a la Revista Clínica de Madrid. Altres obres que va escriure són Sindicato Médico de la provincia de Gerona (1879) i El reclutamiento para el servicio de las armas en la provincia de Gerona en 1896 y 1897 (1898).
Al llarg de la seva carrera professional va ocupar diversos càrrecs d'índole diversa i ocupà algunes presidències honorífiques amb motiu de reunions científico-mèdiques.